# 第19回全日本女子ユース (U-18)サッカー選手権大会
JOCジュニアオリンピック 第19回全日本女子ユース (U-18)サッカー選手権大会は、2016年1月3日から1月7日にかけて開催された、第19回目の全日本女子ユース (U-18)サッカー選手権大会である。

## 参加チーム
| - 北海道（1） - クラブフィールズ・リンダ - 東北（1） - SHRINE LFC - 関東（5） - 浦和レッドダイヤモンズレディースユース - 日テレ・メニーナ - ジェフユナイテッド市原・千葉レディースU-18 - ASエルフェン埼玉マリ - スフィーダ世田谷FCユース - 北信越（1） - アルビレックス新潟レディースU-18 | - 東海（2） - NGU名古屋FCレディースユース - 豊田レディースフットボールクラブ - 関西（1） - セレッソ大阪堺ガールズ - 中国（2） - 青崎フットボールクラブ Hanako Clover's - フライアフットボールクラブ - 四国（1） - MOMOKO F.C - 九州（2） - 大分トリニータレディース - ヴィクサーレ沖縄FCナビィータU-18 |

## 日程・結果

### 1回戦
| #1 | 2016年1月3日 9:30 |

| 浦和レッズレディースユース                                                               | 7 - 0          | ヴィクサーレ沖縄FC・ナビィータ |
| 青木知里 5分 · 塩越柚歩 19分, 34分, 37分 · 今井裕里奈 26分 · 轡田歩 50分 · 長野風花 67分 | 公式記録 (PDF) |                                |

| J-GREEN堺 S3 |

| #2 | 2016年1月3日 9:30 |

| アルビレックス新潟レディースU-18                                                                     | 9 - 0          | 豊田レディースフットボールクラブ |
| 土肥穂乃香 4分, 22分, 34分 · 中村栞 28分, 73分 · 千野七海 49分, 51分 · 池田玲奈 60分 · 渡邉莉菜 77分 | 公式記録 (PDF) |                                  |

| J-GREEN堺 S5 |

| #3 | 2016年1月3日 11:10 |

| クラブフィールズ・リンダ | 1 - 0          | フライアフットボールクラブ |
| 斉下遼音 2分             | 公式記録 (PDF) |                            |

| J-GREEN堺 S2 |

| #4 | 2016年1月3日 11:10 |

| セレッソ大阪堺ガールズ | 10 - 1         | 大分トリニータ レディース |
| 西田明華 10分, 41分, 76分 · 松原志歩 16分 · 古澤留衣 17分 · 野島咲良 29分 · 林穂之香 31分 · 勝岡美結 51分 · 脇阪麗奈 52分 · 藤原のどか 80+3分 | 公式記録 (PDF) | 坂本載瑛 69分             |

| J-GREEN堺 S4 |

| #5 | 2016年1月3日 12:50 |

| ジェフユナイテッド市原・千葉レディースU-18                         | 5 - 0          | 青崎フットボールクラブ Hanako Clover's |
| 今村瑞月 7分 · 市瀬千里 18分, 72分 · 佐藤瑞夏 42分 · 松本直美 59分 | 公式記録 (PDF) |                                        |

| J-GREEN堺 S3 |

| #6 | 2016年1月3日 12:50 |

| NGU名古屋FCレディースユース | 0 - 4          | ASエルフェン埼玉マリ                                      |
|                             | 公式記録 (PDF) | 須田胡桃 4分 · 永島自然 7分 · 75分 (OG) · 竹ノ谷好美 78分 |

| J-GREEN堺 S5 |

| #7 | 2016年1月3日 14:30 |

| SHRINE LFC        | 1 - 10         | スフィーダ世田谷FCユース |
| 小山内あかり 27分 | 公式記録 (PDF) | 伊藤千梅 1分, 8分 · 青木妃奈香 14分 · 柏原美羽 17分 · 吉田こはる 48分, 61分 · 野村香花 61分 · 久保あやの 68分 · 戸田歩 71分 · 鎰谷妙美 73分 |

| J-GREEN堺 S2 |

| #8 | 2016年1月3日 14:30 |

| MOMOKO F.C | 0 - 12         | 日テレ・メニーナ |
|            | 公式記録 (PDF) | 三浦成美 16分, 52分 · 植木理子 18分, 53分, 61分, 73分, 77分 · 菅野奏音 19分 · 宮川麻都 32分 · 39分, 80分 (OG) · 松田紫野 58分 |

| J-GREEN堺 S4 |

### 2回戦
| #9 | 2016年1月4日 11:00 |

| 浦和レッズレディースユース                  | 3 - 1          | アルビレックス新潟レディースU-18 |
| 青木知里 12分 · 轡田歩 20分 · 塩越柚歩 26分 | 公式記録 (PDF) | 白井ひめ乃 68分                  |

| J-GREEN堺 S2 |

| #10 | 2016年1月4日 11:00 |

| クラブフィールズ・リンダ | 1 - 15         | セレッソ大阪堺ガールズ |
| 竹内千璃 37分            | 公式記録 (PDF) | 宝田沙織 5分, 19分, 32分 · 李誠雅 7分, 50分 · 矢形海優 21分, 52分, 55分 · 北村菜々美 27分, 53分, 57分 · 玉櫻ことの 70分, 77分 · 松原優菜 74分 · 勝岡美結 80分 |

| J-GREEN堺 S5 |

| #11 | 2016年1月4日 13:30 |

| ジェフユナイテッド市原・千葉レディースU-18 | 1 - 0          | ASエルフェン埼玉マリ |
| 本園可奈 71分                              | 公式記録 (PDF) |                      |

| J-GREEN堺 S2 |

| #12 | 2016年1月4日 13:30 |

| スフィーダ世田谷FCユース | 0 - 6          | 日テレ・メニーナ                                                          |
|                          | 公式記録 (PDF) | 菅野奏音 31分 · 三浦成美 35分 · 植木理子 49分, 62分 · 岩﨑心南 51分, 57分 |

| J-GREEN堺 S5 |

### 準決勝
| #13 | 2016年1月6日 11:00 |

| 浦和レッズレディースユース | 1 - 2          | セレッソ大阪堺ガールズ        |
| 南萌華 90分                | 公式記録 (PDF) | 宝田沙織 55分 · 林穂之香 67分 |

| J-GREEN堺 S1 |

| #14 | 2016年1月6日 13:30 |

| ジェフユナイテッド市原・千葉レディースU-18 | 0 - 1          | 日テレ・メニーナ |
|                                            | 公式記録 (PDF) | 宮川麻都 50分    |

| J-GREEN堺 S1 |

### 3位決定戦
| #15 | 2016年1月7日 11:00 |

| 浦和レッズレディースユース                                | 0 - 0          | ジェフユナイテッド市原・千葉レディースU-18                |
|                                                           | 公式記録 (PDF) |                                                           |
|                                                           | PK戦           |                                                           |
| 長野風花 塩越柚歩 木崎あおい 今井裕里奈 青木知里 高橋はな | 4 - 3          | 鴨川実歩 栗原妃奈子 佐藤瑞夏 高瀬はな 松本直美 小山由梨奈 |

| J-GREEN堺 S1 |

### 決勝
| #16 | 2016年1月7日 13:30 |

| セレッソ大阪堺ガールズ                       | 0 - 0          | 日テレ・メニーナ                             |
|                                              | 公式記録 (PDF) |                                              |
|                                              | PK戦           |                                              |
| 西田明華 筒井梨香 松原志歩 脇阪麗奈 宝田沙織 | 5 - 4          | 三浦成美 船木和夏 工藤真子 松田紫野 菅野奏音 |

| J-GREEN堺 S1 |